# Thaumatopsis actuellus
Thaumatopsis actuellus är en fjärilsart som beskrevs av Barnes och Mcdunnough 1918. Thaumatopsis actuellus ingår i släktet Thaumatopsis och familjen Crambidae. Inga underarter finns listade i Catalogue of Life.